# Lockheed Martin X-59

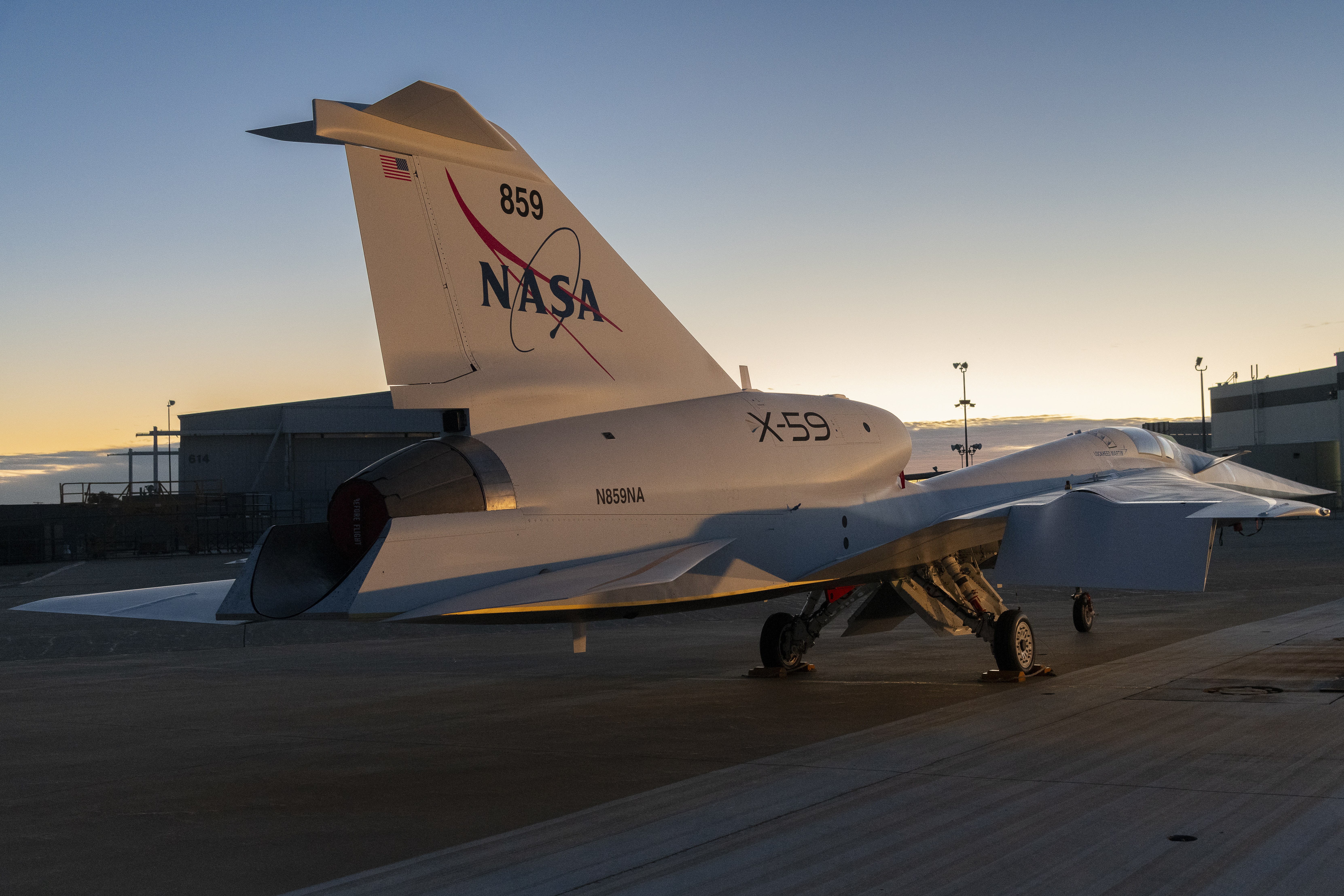
Die X-59 im Dezember 2023

Die Lockheed Martin X-59 QueSST (für „Quiet Supersonic Transport“) ist ein von der NASA beauftragter und im Bau befindlicher Technologieerprobungsträger zur Entwicklung eines leisen überschallschnellen Passagierflugzeugs. Der Rollout fand Mitte Januar 2024 statt.

## Hintergrund
1964 führte die U.S. Air Force im Auftrag der Federal Aviation Agency insgesamt 1253 Messflüge zur Erhebung der Lärm-Toleranz der Bevölkerung durch, täglich acht Überschallflüge über der Stadt Oklahoma City. In Befragungen gaben etwa drei Viertel der Befragten an, sich an acht Flüge pro Tag gewöhnen zu können. Dennoch wurde ziviler Überschallflug über den USA im Jahr 1973 verboten.
Das ab 2001 unternommene Projekt SAI Quiet Supersonic Transport des Unternehmens SAI zur Entwicklung eines Überschall-Geschäftsreiseflugzeuges wurde 2010 ohne Erfolg abgebrochen. 2003 führte die NASA mit der Shaped Sonic Boom Demonstration ein zweijähriges Programm durch, um zu demonstrieren, dass die Schockwelle eines Flugzeugs und der begleitende Überschallknall geformt und damit reduziert werden können.
Die X-59 ist das erste bemannte Erprobungsflugzeug der X-Reihe seit über 30 Jahren für die NASA.

## Versuchsflugzeug
Projektziel des Low Boom Flight Demonstrator ist die empirische Bestätigung von Computerberechnungen zu Überschallreiseflügen über Land und deren Schallpegeln. Die X-59 soll auch Gemeinwesen in den USA im Überschallflug überfliegen zur Erhebung der öffentlichen Meinung. Diese Daten sollen den Flugaufsichtsbehörden der USA sowie weiterer Länder zur Verfügung gestellt werden. Anstelle eines lauten Überschallknalls soll am Boden weniger als 75 Dezibel oder nicht mehr als ein Geräusch vergleichbar mit dem Zuschlagen einer Autotür ankommen.
Für Messungen der Schockwellen der X-59 in der Luft ist eine McDonnell Douglas F-15 der NASA vorgesehen. Sie muss dazu in exakt vordefinierten Abständen zur X-59 fliegen. Im Februar 2025 wurden die Bordsysteme des Flugzeugs und des Verfolgers geprüft. Funkgeräte, Navigationsausrüstung und Sensoren sollten sich nicht gegenseitig stören. Die Sensoren zur Messung der Schockwellen wurden bei Flügen hinter einer F-18 der NASA kalibriert. Zur Sicherheit existieren zwei Systeme und diese werden an zwei verschiedenen F-15 angebracht. Die zwei F-15 können sich auch gegenseitig messen.

## Geschichte
Im Februar 2016 schloss die NASA mit Lockheed Martin einen ersten Vertrag zur Entwicklung eines Überschall-Versuchsflugzeugs. Das Auftragsvolumen für das Projekt umfasst 247,5 Millionen Dollar.
Im Herbst 2019 fand ein Critical Design Review statt, der die Gültigkeit der Annahmen des Entwurfes bestätigte, worauf im Dezember 2019 die Endmontage freigegeben wurde. Im Januar 2020 veröffentlichte die NASA ein Foto, das die Flügelstruktur des Flugzeugs in ihrem Montagerahmen zeigte und im Dezember wurde der Flügel beplankt. Im August 2020 lieferte General Electric zwei Triebwerke. Für Windkanal-Tests wurde im Dezember 2020 eine Vereinbarung mit der Japan Aerospace Exploration Agency getroffen. Die Daten aus den Windkanaltests sollen auf diese Weise verglichen werden. Die Grundstruktur des Rumpfes wurde im Juni 2021 in den sogenannten Skunk Works von Lockheed Martin in Palmdale, Kalifornien fertiggestellt. Im November 2021 gab Lockheed den Abschluss der Montage in Palmdale, Kalifornien bekannt. Der Transport nach Fort Worth in Texas für den Einbau des Triebwerks und für Belastungstests erfolgte im Dezember 2021, am 18. April 2022 war das Flugzeug zurück in Kalifornien und im Juni 2023 wurde das fertig montierte Flugzeug für Bodentests aus der Produktionshalle gezogen.
Die offizielle Vorstellung (Rollout) durch die NASA und Lockheed Martin fand am 12. Januar 2024 (Ortszeit) in Palmdale statt. Ab 2025 sollen die Testflüge über bewohntem Gebiet in den USA durchgeführt werden.

## Konstruktion

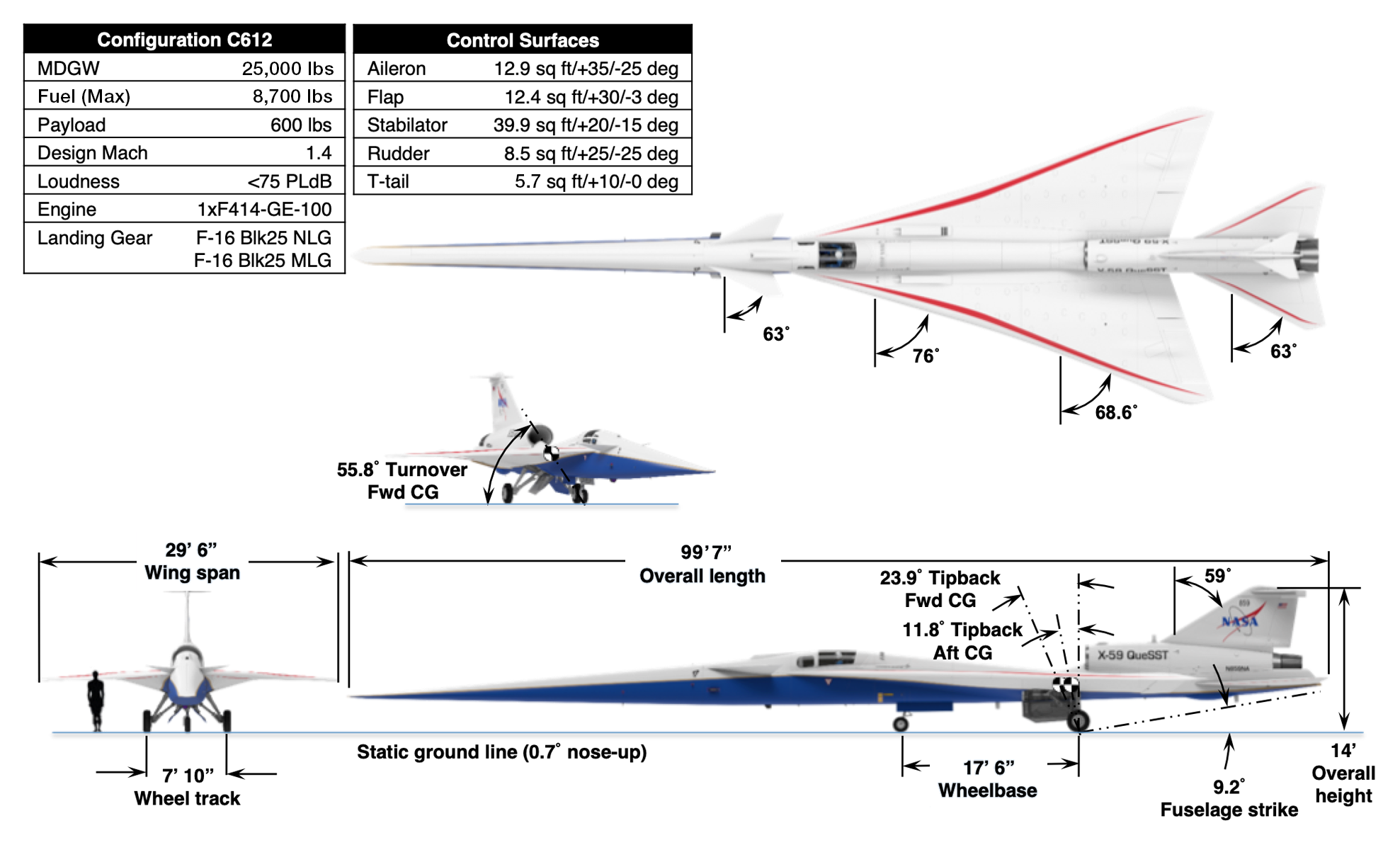
Dreiseitenansicht

Die Hauptstruktur der X-59 besteht aus Aluminium. Für die Ruder und die Tragflächenbeplankungen werden Verbundwerkstoffe verwendet und in den Hochtemperaturbereichen des Leitwerks Titan. Zur Kosteneinsparung wurden das Fahrwerk der General Dynamics F-16, das Cockpit der Northrop T-38 und das Lebenserhaltungssystem der McDonnell Douglas F-15 übernommen.
Neu an der X-59 sind vor allem die Form der Tragflächen und weitere Einzelheiten zur Vermeidung von Stoßwellen. Der Vermeidung von Schock- oder Stoßwellen an der Nase dient der extrem lange Vorderrumpf. Eine Cockpithaube würde ebenfalls starke Stoßwellen erzeugen. Darum ragt das Cockpit der X-59 nicht über den Vorderrumpf hinaus. Neben den Fenstern mit Blick nach den Seiten und oben bietet das Cockpit dem Piloten für die Sicht nach vorn eine „virtuelle Frontscheibe“: Das Außenbild wird dabei von einem Kamera- und Anzeigesystem ins Cockpit übertragen („eXternal Vision System“ [XVS]).
Die Minimierung der Schockwellen ist auch abhängig von der Form der Flügel. Die Oberfläche der Tragflächen, die eine ausgeklügelte Lastverteilung haben, soll sich unter der Belastung während des Fluges nicht ändern und so stets Wellen gegen unten vermeiden. Zum selben Zweck sind alle außenseitigen aerodynamischen Störungen auf der Oberseite des Flugzeugs angeordnet. Auch der Lufteinlauf des Triebwerks und das System für Kabinendruck und -temperatur und Luftverteilung befinden sich zwecks Abschirmung von Schockwellen oberhalb des Flügels. Unter dem Triebwerksauslass soll eine verlängerte Struktur des Unterrumpfes („aft deck“) die Ausbreitung von Wellen nach unten abschirmen.
Der Nachteil des stark an der Lärmvermeidung ausgerichteten Designs der X-59 ist – neben der schlechten Sicht nach vorn – ein hoher Anstellwinkel bei Start und Landung. Außerdem ist eine sehr hohe Bauqualität erforderlich.

## Technische Daten
| Kenngröße             | Daten (geplant)                                                     |
| --------------------- | ------------------------------------------------------------------- |
| Länge                 | 96,7 ft (29,5 m)                                                    |
| Spannweite            | 29,5 ft (9 m)                                                       |
| Höhe                  | 14 ft (4,3 m)                                                       |
| Startmasse            | 32.300 lb (ca. 14.700 kg)                                           |
| Höchstgeschwindigkeit | Mach 1,5 bzw. 990 mph (ca. 1.590 km/h)                              |
| Reisegeschwindigkeit  | Mach 1,42 bzw. 940 mph (ca. 1.510 km/h) in 55.000 ft (ca. 16.800 m) |
| Triebwerk             | ein General Electric F414                                           |